# ويلوموني (ألبوم)
ويلوموني هو الالبوم الثالث عشر للفنان المصري عمرو دياب، تم إصداره عام 1994

## قائمة الأغاني
| الرقم | اسم الاغنية      | المدة | الشاعر      | الملحن       | الموزع       |
| ----- | ---------------- | ----- | ----------- | ------------ | ------------ |
| 1     | ويلوموني         | 05:07 | عادل عمر    | عمرو طنطاوي  | حميد الشاعري |
| 2     | عنواني           | 04:42 | مجدي النجار | عمرو دياب    | حميد الشاعري |
| 3     | حواليك           | 04:23 | مدحت العدل  | رياض الهمشري | حميد الشاعري |
| 4     | مالهاش حل        | 04:22 | مجدي النجار | عمرو دياب    | حميد الشاعري |
| 5     | أحلف بالليالي    | 04:25 | مدحت العدل  | خليل مصطفى   | حميد الشاعري |
| 6     | ما تفكرنيش       | 04:43 | مصطفى كامل  | حسن دنيا     | حميد الشاعري |
| 7     | العيون           | 03:54 | عادل عمر    | عمرو طنطاوي  | حميد الشاعري |
| 8     | ولا الليالي تهون | 04:00 | مدحت العدل  | رياض الهمشري | حميد الشاعري |

## الكليبات التي تم تصويرها من الألبوم
1 - ( ويلوموني )